# Никулинский сельсовет (Истринский район)
Никулинский сельсовет — упразднённая административно-территориальная единица, существовавшая на территории Московской губернии и Московской области до 1954 года.
Никулинский с/с был образован в первые годы советской власти. В 1919 году Никулинский с/с входил в Лучинскую волость Звенигородского уезда Московской губернии.
14 января 1921 года Лучинская волость была передана в Воскресенский уезд.
По данным 1926 года в состав сельсовета входило село Никулино.
В 1929 году Никулинский с/с был отнесён к Воскресенскому району Московского округа Московской области.
30 октября 1930 года Воскресенский район был переименован в Истринский район.
17 июля 1939 года Никулинский с/с было решено упразднить, а его территорию передать Лучинскому с/с, но уже 3 сентября того же года это решение было отменено.
14 июня 1954 года Никулинский с/с был упразднён. При этом его территория была передана в Лучинскому с/с.